# فرانك هارمون مايرز
فرانك هارمون مايرز (بالإنجليزية: Frank Harmon Myers)‏ هو رسام أمريكي، ولد في 23 فبراير 1899، وتوفي في 7 مارس 1956 في كاليفورنيا في الولايات المتحدة.